# Какошкин, Геннадий Иванович
Генна́дий Ива́нович Како́шкин (род. 28 октября 1937, Псков — 5 мая 2008, Санкт-Петербург) — советский боксёр лёгкой весовой категории, четырёхкратный чемпион СССР, тренер, судья, мастер спорта.

## Биография
В четырёхлетнем возрасте летом 1941 года Геннадий Какошкин стал узником концлагеря в Алитусе (Литва). В 1944 году после освобождения Литвы семья Какошкиных осталась жить в Каунасе.
Боксом начал заниматься в 1952 году у тренера А. Рачунаса. С 1957 года выступал за Вооруженные Силы, Ленинград, тренер В. Крутов.
Окончил институт физической культуры и высшую школу тренеров при Военном институте физкультуры.
Почетный МС (1964), судья ВК (1975), судья МК ЕАБА (1988). Будучи сильнейшим боксёром СССР в течение ряда лет, дважды представлял страну на чемпионатах Европы и оба раза, к сожалению, не сумел пробиться в призёры. В дальнейшем, на ответственные международные турниры не вызывался. Из-за этого не участвовал в двух Олимпийских играх, хотя убедительно выигрывал чемпионат СССР и в 1960 году и в 1964!

С Какошкиным я все три года военной службы стоял в паре — мы были в одной весовой категории — 60 кг. Геннадий Иванович был очень мягкий, чувствительный боксёр, он не обладал акцентированным жёстким ударом, и тем не менее он четыре раза выиграл чемпионат Союза… На чемпионате Европы 1959 года в Люцерне прессой он был признан самым элегантным боксёром. Про Геннадия Ивановича шутили, что он выходит на ринг с пробором — и уходит с него с пробором; боксирует так, чтобы не растрепать причёску.

## Спортивные достижения
- Призёр и победитель чемпионатов Литвы 1955 и 1956 года.
- Чемпион СССР 1959, 1960, 1961, 1964 годов в весе 60 кг.
- Победитель II Спартакиады народов СССР 1959 года.

Официально провёл 335 боев, 302 победы, в том числе 28 боёв (21 победа) в международных встречах. По словам самого Какошкина, ему не хватило двух боев до четырёхсот боёв. Следоватедьно, проведено боев 398. Побеждал олимпийского чемпиона, обладателя Кубка Вела Баркера шотландца Ричарда МакТаггарта (Великобритания), олимпийских чемпионов Яна Щепаньского, Юзефа Грудзеня (оба — Польша).